# اردن، شهرستان دیویس، ایندیانا
اردن (به انگلیسی: Jordan) یک منطقهٔ مسکونی در ایالات متحده آمریکا است که در شهرستان دیویس، ایندیانا واقع شده‌است. اردن ۱۳۶٫۸۶ متر بالاتر از سطح دریا واقع شده‌است.